# Harry Keough
Pour les articles homonymes, voir Keough.
Harry Joseph Keough (né le 15 novembre 1927 à Saint-Louis dans le Missouri et mort le 7 février 2012 à Saint-Louis) est un joueur américain de football évoluant au poste de défenseur.

## Biographie

### Carrière de club
Keough grandit à St. Louis dans le Missouri, puis rejoint le Cleveland High School. Il pratique étant jeune de nombreux sports dont le football comme son frère aîné, Bill Keough. Sa carrière commence en 1945 chez les St. Louis Schumachers qui remporte le titre de National Challenge Junior Cup en 1946. En 1946, il rejoint l'U.S. Navy. Il est assigné à la base navale de San Francisco où il joue dans l'équipe des San Francisco Barbarians, équipe dominante de la côte ouest lors de la première moitié du siècle. Keough. Il retourne ensuite à St. Louis. En 1948, il évolue pour les Paul Schulte Motors puis en 1949, l'équipe est sponsorisée par McMahon Pontiac qui lui donne son nom. Avec McMahon, il est sélectionné en équipe américaine pendant les qualifications du mondial 1950. Il retourne ensuite dans son équipe, sous le nom des St. Louis Raiders en première division de la St. Louis Major League. Les Raiders remportent la coupe et le championnat amateur en 1952, le premier double de Keough. La saison suivante, Tom Kutis sponsorise l'équipe et la rebaptise St. Louis Kutis SC. L'équipe remporte les championnats 1953 et 1954. Ils parviennent jusqu'en finale de l'U.S. Open Cup en 1954 contre les New York Americans de l'American Soccer League.

### Équipe nationale et olympique
En 1949, Keough est appelé pour disputer le Championnat nord-américain des nations 1949, à Mexico, servant de qualification pour la coupe du monde 1950. Keough joue son premier match lors d'un nul 1-1 contre Cuba le 14 septembre 1949. Lors du mondial, Keough est le capitaine lors du premier match contre l'Espagne « parce qu'il parlait espagnol ». Il participe aux Jeux olympiques de 1952 et de 1956, ainsi qu'aux qualifications pour les mondiaux de 1954 et 1958. Son dernier match international est une défaite 3-2 contre le Canada le 6 juillet 1957.

### Entraîneur
Après sa retraite de joueur, il devient entraîneur du Florissant Valley Community College. Il remporte quatre championnats (1969, 1970, 1972 et 1973). À sa retraite d'entraîneur en 1982, il a en tout remporté 213 matchs, fait 50 nuls et perdu 23 matchs.

### Reconnaissance
Keough est introduit au St. Louis Soccer Hall of Fame en 1972, au National Soccer Hall of Fame en 1976 (avec tout l'effectif américain du mondial 1950), au St. Louis University Athletic Hall of Fame en 1995, et au NSCAA Hall of Fame en 1996. Il est l'un des derniers survivants de l'équipe américaine de la coupe du monde 1950 (avec Walter Bahr, Frank Borghi, Gino Pariani et John Souza). En 1994, le livre « The Game of Their Lives » (Le match de leur vie) est publié, parlant de la victoire américaine historique contre les Anglais ultra-favoris lors de la coupe du monde 1950 à Belo Horizonte au Brésil. Le film sort également en 2005, son rôle y est tenu par l'acteur américain Zachery Ty Bryan.
Keough est nommé l'un des 50 plus grands athlètes du siècle (au Missouri) par Sports Illustrated.

### Vie personnelle
Durant sa carrière de joueur, Keough a également travaillé pour les services postaux américains. Son fils Ty Keough fut également joueur de football international américain et maintenant commentateur sportif. Son père, Patrick Keough, fit une apparition dans le célèbre programme TV américain « The $64 000 Question » vers le milieu des années 1950 où il gagna une automobile pour avoir répondu à une question sur le baseball.